# Regalía
Regalía (o el anglicismo Royalty) puede entenderse como el ius regale o prerrogativa regia, que comprendía los derechos inherentes y exclusivos del poder soberano del rey  que es el pago que se efectúa al titular de derechos de autor, patentes, marcas o saber hacer (know-how) a cambio del derecho a usarlos o explotarlos, o que debe realizarse al Estado por el uso o extracción de ciertos recursos naturales, habitualmente no renovables. No hay que confundirlo con la venta de patentes, ya que esta se efectúa con otros objetivos muy distintos. También se denominan "regalías" ciertos beneficios de orden material que recibe el trabajador de parte de su empleador o patrón, y que son apreciables en dinero para efectos provisionales y tributarios.

## Regalía comoius regaleo prerrogativa regia
Históricamente, en el Antiguo Régimen, regalías, iura regalia o jura regalia (ius regale o jus regale en singular), eran los derechos inseparables en el poder soberano del rey o prerrogativas regias, entre los que estaban no solo atribuciones políticas o económicas y sociales, sino también elementos simbólicos (espada, cetro, corona, etc.) de marcado carácter sacral.
El término tiene significados semejantes, pero no idénticos, en español, inglés y francés. El Penguin English Dictionary, segunda edición (1969) indica: 
regalia: insignia of royalty; symbols or emblems of a society; (hist) privileges of royalty. 
Por su parte, el diccionario de la Academie française dice: 3) RÉGALE. n. f. Droit que le roi avait de percevoir les fruits des évêchés vacants, des abbayes vacantes, et de pourvoir pendant la vacance aux bénéfices qui étaient à la collation de l'évêque. Le droit de régale. La régale était ouverte par la mort ou la démission de l'évêque, et en quelques autres cas. 
Bénéfice vacant en régale, Celui qui se trouvait vacant pendant la vacance de l'évêché, de l'abbaye dont il dépendait. Être pourvu en régale, Obtenir des provisions pour un bénéfice vacant en régale.
El diccionario de la Real Academia Española apunta:  
regalía.
(Del lat. regālis, regio). 
1. f. Preeminencia, prerrogativa o excepción particular y privativa que en virtud de suprema potestad ejerce un soberano en su reino o Estado; p. ej., el batir moneda.

2. f. Privilegio que la Santa Sede concede a los reyes o soberanos en algún punto relativo a la disciplina de la Iglesia. U. m. en pl. Las regalías de la Corona.

3. f. Privilegio o excepción privativa o particular que alguien tiene en cualquier línea.

4. f. Gajes o provechos que además de su sueldo perciben los empleados de algunas oficinas.

5. f. Econ. Participación en los ingresos o cantidad fija que se paga al propietario de un derecho a cambio del permiso para ejercerlo.
6. f. Am. Cen., Ant. y Col. regalo (‖ dádiva).

7. f. Méx. Participación de un autor en los ingresos del editor por la venta de su obra.

~ de aposento.
Por ejemplo, era una regalía el 'privilegio de presentación', que ya no existe en España, por el cual el cabeza de Estado podía recomendar o elegir un obispo de entre una terna de candidatos propuestos por las autoridades eclesiales, Tony Blair, cuando era primer ministro del RU, designó por ese procedimiento un primado de la Iglesia Anglicana.

## Regalía como poder soberano oroyalty

### Patentes
Regalía entendida como "el poder soberano del rey", o simplemente en inglés, "royalty," es el pago de una "cantidad variable" ligada al volumen de producción o ventas que debe abonarse durante un tiempo al propietario de la patente que se esté explotando. En otros ámbitos de la propiedad intelectual se les llama: 'Derechos de autor'.
Existen varias formas de pago de la licencia para el uso de una patente. Ambas partes, el propietario de la patente y el explotador, negociarán la forma que más les convenga. Tipos de pago: Cantidad fija, cantidad variable (royalty). Además, existe un tercer pago opcional que se realiza si se precisa la ayuda de los técnicos del licenciatura, que se llama "pago por asistencia técnica".
Las regalías se pagan por uno o todos los derechos concedidos por el titular del derecho. Usualmente existen regalías por la fabricación y venta de un artículo licenciado en un determinado territorio geográfico o por el uso de una marca en un territorio geográfico. 
El pago de las regalías se adiciona al valor en aduanas de las mercancías si es que aparecen como condición de venta de estas últimas, de manera tal que los derechos de importación se calculen sobre una base mayor. Ello es así, porque tradicionalmente el titular del derecho licenciado le vende al importador el artículo licenciado a condición de que le pague una regalía por cada unidad vendida en el territorio asignado. Por ende, el artículo importado se valora en aduanas tanto por lo que aparece en la factura de importación más el pago posterior de las regalías al titular del derecho. En este contexto, quien recibe el pago de la regalía puede ser una persona distinta al titular del derecho licenciado.
Actualmente existen otras formas de pago de regalías, en la que la regalía la paga quien vende y no quien compra. Es decir, ya no es el importador quien paga la regalía luego de su importación, sino que el vendedor abona la regalía al titular del derecho al momento de la exportación. En términos del acuerdo de valor de la OMC, el pago de la regalía deja de ser una condición de venta para el importador. En este esquema, el titular del derecho no fabrica ni vende los artículos, sino que licencia dichos derechos. De esta manera, si el artículo es vendido y/o exportado entre varios licenciatarios, el titular obtiene mayores regalías.

### Libre de regalías
Existen figuras legales que protegen a ciertos productos o técnicas del uso de regalías. El caso más conocido es en los estándares de equipos electrónicos, en los cuales los fabricantes acuerdan no pagar por el derecho a producir sus productos siguiendo unos estándares. De los más conocidos serían los puertos y conexiones USB, los cuales el fabricante no tiene que pagar a sus creadores por usar su tecnología.

### ¿Cómo se cobran las regalías de propiedad intelectual?
Existen diferentes formas de estructurar los pagos de regalías, y estas dependen de varios factores dentro del acuerdo de licencia de propiedad intelectual. Estas son algunas de las diferentes opciones:

#### Porcentajes de regalías
En la mayoría de los acuerdos de licencia, la tasa de regalías es un porcentaje. Por lo tanto, si la tasa de regalías es del 5%, durante la vigencia del acuerdo de licencia, el licenciatario deberá pagar al licenciante el 5% de los ingresos brutos o netos generados por la propiedad intelectual.
Cuotas fijas: Los licenciantes podrían decidir que cobrar una cuota fija es más apropiado que un porcentaje por sus regalías de propiedad intelectual. Las tarifas fijas todavía se cobran de forma regular, al igual que los porcentajes de regalías, pero las partes saben la tarifa exacta que se debe pagar.

#### Tasas fijas o variables
Para la propiedad intelectual de nueva creación que aún no se ha probado en el mercado, es común acordar una tasa de regalías variable. Esto significa que el licenciante recibirá una tasa más baja hasta que se cumplan ciertas condiciones, momento en el cual la tasa aumentará. Las tasas variables también se aplican a ciertos volúmenes o umbrales de ventas; por ejemplo, si un licenciatario logra un cierto número de ventas, será recompensado con una tasa de regalías más baja.

#### Tasas de regalías mínimas
Algunos licenciantes requieren que los licenciatarios acuerden un pago mínimo de regalías. Esto significa que, independientemente del porcentaje de regalías o los ingresos generados por la propiedad intelectual, el licenciante recibirá una cierta cantidad de dinero como mínimo.
En términos de la frecuencia con la que se cobran regalías de propiedad intelectual, la mayoría de los acuerdos de licencia optan por pagos mensuales, trimestrales o anuales. Sin embargo, esto depende completamente de tus necesidades como licenciante y de lo que el licenciatario esté dispuesto a aceptar. No existe una única forma de cobrar regalías.

### Valuando propiedad intelectual
Para establecer tasas de regalías justas, debes de conocer el valor de tu propiedad intelectual. Cuando conozcas el valor de tu patente, marca registrada, derechos de autor o activos de marca, podrás calcular tus tasas de regalías con mayor precisión y evitar el riesgo de establecer tasas que sean ya sea demasiado altas o demasiado bajas.
Existen tres enfoques principales de valuación de propiedad intelectual que puedes utilizar:
Valoración basada en costos
Valoración basada en mercado
Valoración basada en ingresos
Independientemente del método que elijas, te debes asegurar que tu valuación refleje el valor de mercado de una propiedad intelectual similar. Para garantizar esto, debes de conocer la tasa de mercado actual para tu producto o servicio.

### Calculando las regalías de propiedad intelectual
Cuando conoces el valor de la propiedad intelectual en cuestión, puedes determinar una tasa de regalías justa. Una opción para esto es averiguar qué tasas de regalías cobran otras organizaciones en acuerdos de licencia similares, con propiedad intelectual similar. Una vez que sepas esto, puedes usar estas tasas como punto de partida para tus propias regalías de propiedad intelectual y estructura del pago de regalías, asegurándote de tomar en cuenta los diferentes factores que pueden afectar el valor de tu propiedad intelectual.

## Comprar partes
Práctica en la que una entidad hace un único pago por todos o la mayoría de los derechos de la obra a difundir, esto con el objetivo de no pagar regalías. Este tipo de pagos se han vuelto comunes, por ejemplo, para los compositores que trabajan en obras audiovisuales difundidas a través de plataformas de transmisión (streaming) como Netflix y Amazon Prime Video: en lugar de recibir un pago cada vez que la película o serie donde figura su música es reproducida, las plataformas digitales les hacen un único pago.